# Подача (спорт)
Пода́ча — удар, у деяких іграх з м'ячем, (теніс, пінг-понг, волейбол); яким розпочинається рахунок. Подача проводиться за спеціальними правилами, які часто помітно відрізняються від вимог до подальших ударів. У тенісі, особливо чоловічому, гравці мають помітну перевагу в розіграшах на своїй подачі. Як правило, право першої подачі визначається жеребом, наприклад підкиданням монети.